# ویلیام اسمیت (کشتی‌گیر)
ویلیام اسمیت (انگلیسی: William Smith; ۱۷ سپتامبر ۱۹۲۸ – ۲۰ مارس ۲۰۱۸) کشتی‌گیر اهل ایالات متحده آمریکا بود.
وی در مسابقات کشوری و بین‌المللی در مجموع برندهٔ ۱ مدال طلا شده‌است.